# Łaśnica
Łaśnica – przysiółek wsi Lanckorona położony w Polsce, w województwie małopolskim, w powiecie wadowickim, w gminie Lanckorona,  na prawym brzegu potoku Ostrowiec i rzeki Cedron (dopływu Skawinki). 
W latach 1975–1998 przysiółek należał administracyjnie do województwa bielskiego.
Zabudowa wyraźnie jest oddalona od macierzystej wsi, natomiast łączy się z zabudową Skawinek. 
Najstarsza wzmianka o Łaśnicy pochodzi z 1410 r., gdzie wymieniana jest jako przedmieście Lanckorony ze znajdującym się tam wtedy młynem.
Obecnie przysiółek liczy około 300 mieszkańców.

## Ulice
W Łaśnicy są 4 ulice, Kalwaryjska, Łaśnicka, Ogrodowa i Tondyry.